# Renault Laguna
Renault Laguna (укр. Рено Лаґуна) — автомобілі середнього класу (Клас D), що виробляються французькою компанією Renault з 1994 року.

## Перше покоління (B56/K56) (1994—2001)

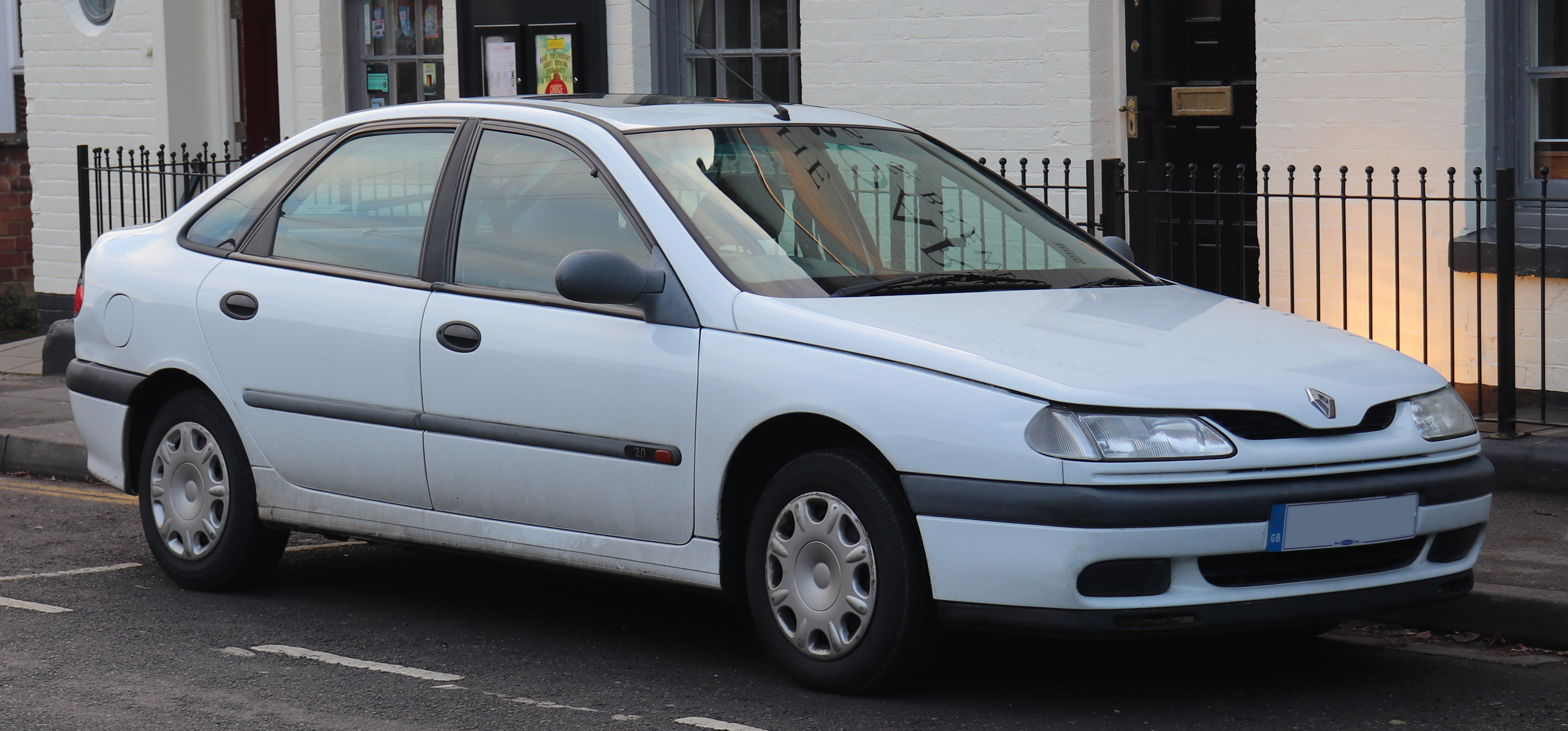
Renault Laguna I (1994—1998)

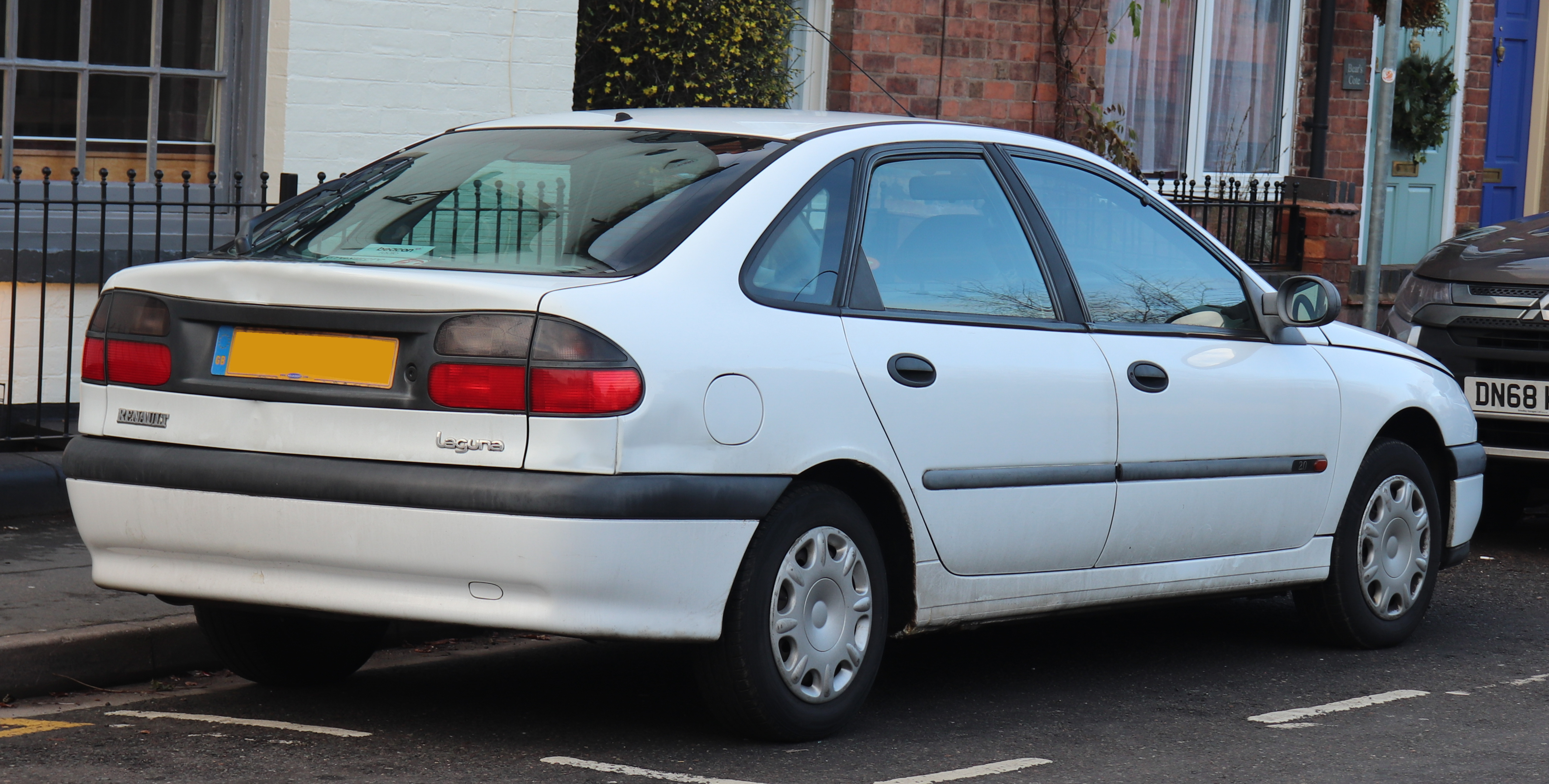
Renault Laguna I (1994—1998)

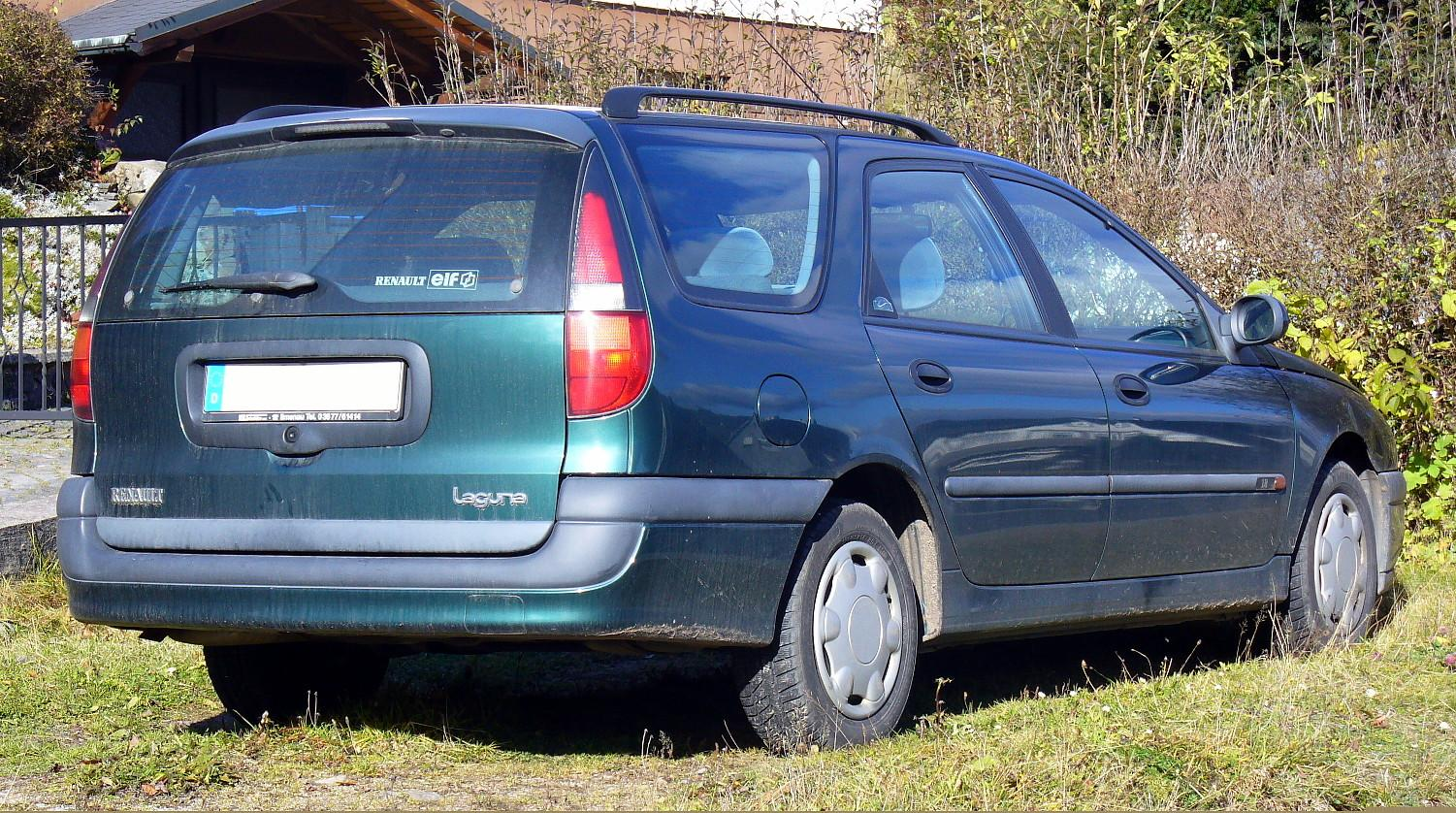
Renault Laguna I Nevada (1995—1998)

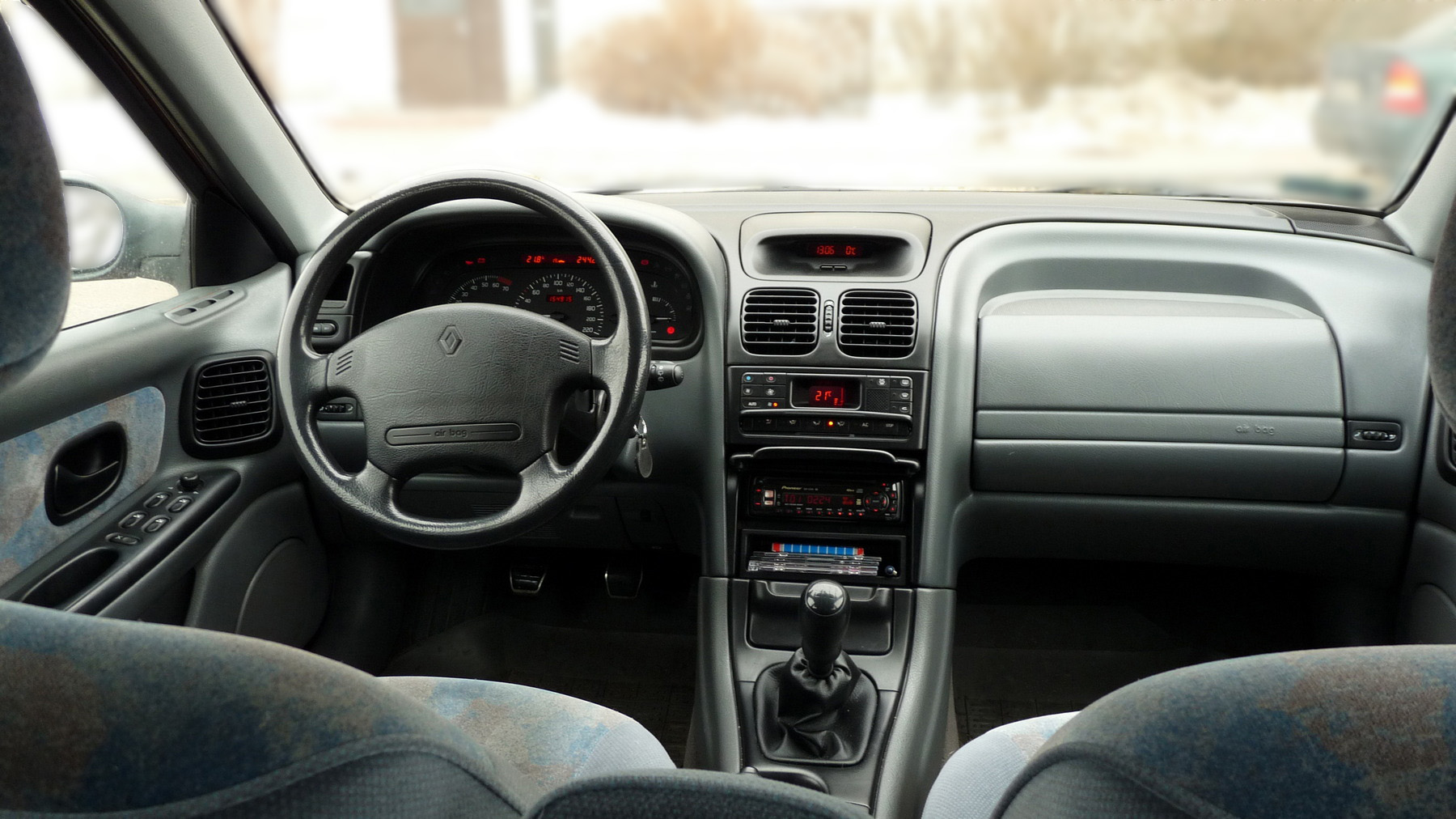
Салон Renault Laguna I

У 1994 році компанія Renault представила Laguna — автомобіль середнього класу з поперечним розташуванням двигуна і переднім приводом.
Перше покоління Laguna має оцинкований кузов і надійно захищено від корозії.
Інтер'єр заслуговує окремої уваги. Комфортний просторий салон, в обробці якого використані дорогі якісні матеріали. Солідна приладова панель і м'які зручні сидіння.
Традиційно високий для французьких автомобілів рівень безпеки: запрограмовані зони зминання, жорсткий силовий каркас і бруси в дверях. Широкі стійки допомагають при зіткненнях, хоча і обмежують оглядовість.
До 1995 року Renault Laguna випускалася тільки з кузовом п'ятидверний хетчбек. Після з'явилася альтернатива у вигляді універсалу.
Laguna Nevada гармонійне поєднання елегантності седана і місткості універсалу. Автомобіль пропонує сім місць для великої родини або п'ятимісний варіант з містким багажним відділенням. Склавши спинки задніх сидінь, можна збільшити об'єм багажника до 1782 дм³. Плюс до всього внутрішній простір автомобіля передбачає чотири варіанти моделювання салону.
Лінійка силових агрегатів першого покоління Laguna складається з: бензинових двигунів 1,8 л (95/90 к.с.), 2,0 л/115 к.с., 3,0 л. V6/170 к.с. і 2,2-літрового дизеля потужність 85 к.с.
Двигуни Renault Laguna поєднують в собі потужність і економічність.
З 1995 року в стандартну комплектацію входять антиблокувальна схема і дві подушки безпеки. У багатьох версіях є кондиціонер.
У 1997 році лінійка двигунів поповнилася бензиновим 24-клапанним двигуном V6 об'ємом 2,9 літри потужністю 190 к.с.
Модель першого покоління зарекомендувала себе досить непогано: елегантний дизайн, функціональність, великий вибір різних варіантів оснащення.
У 1998 році Renault Laguna зазнала легку модернізацію. Оновили дизайн моделі, з'явилися нові двигуни.
У 1999 році виходить версія з 16-клапанним двигуном об'ємом 1,6 л і потужністю 107 к.с., а також варіант з новим дизелем з безпосереднім уприскуванням потужністю 98 к.с.
Всього виготовлено 2 350 800 автомобілів першого покоління.

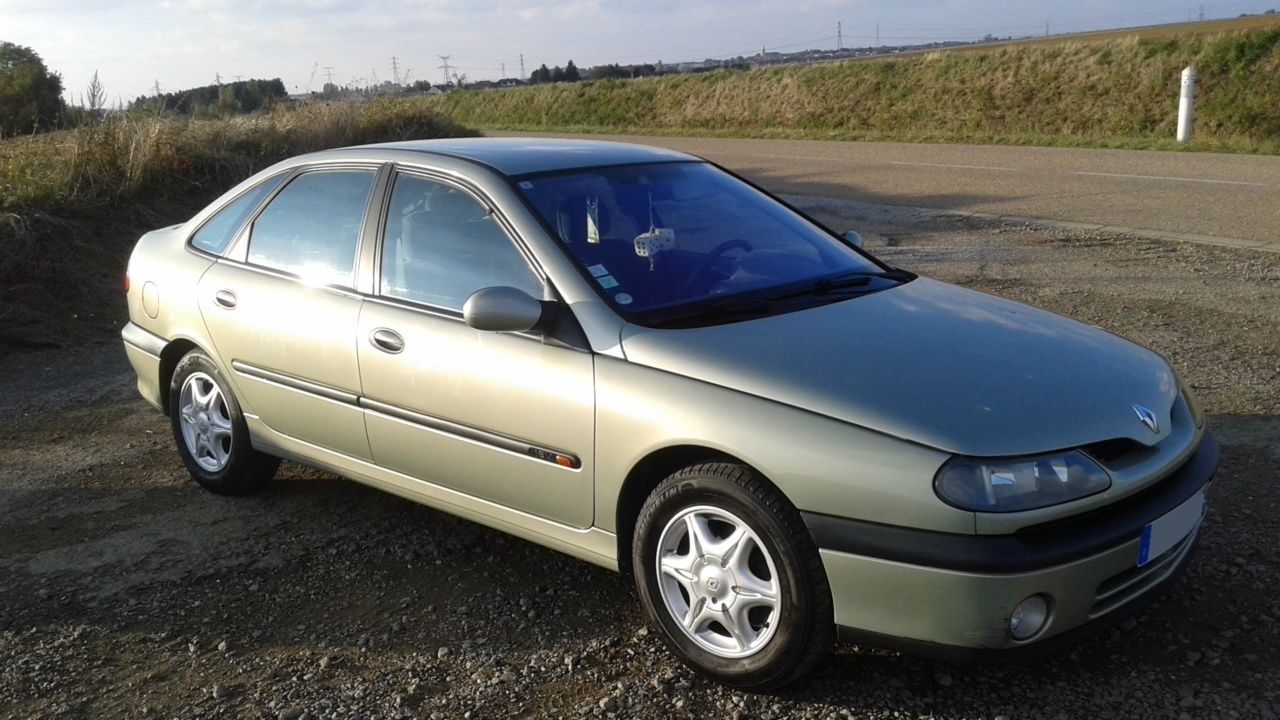
Renault Laguna I (1998—2001)
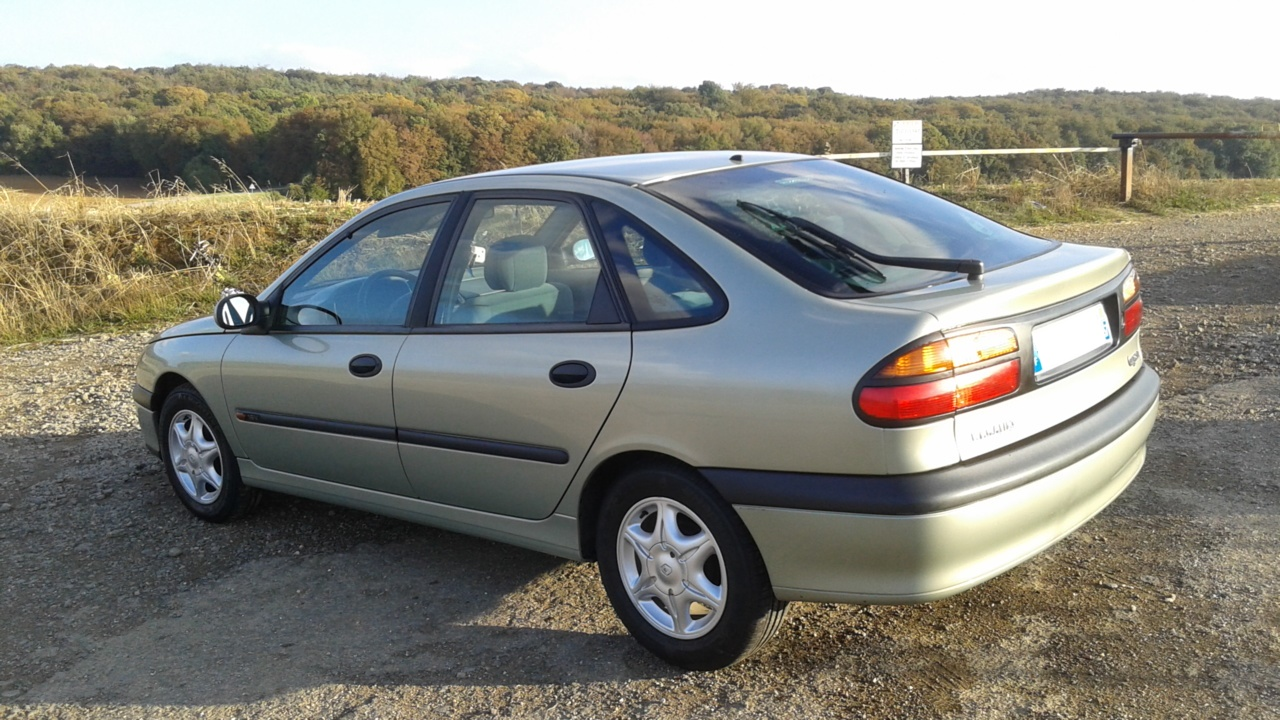
Renault Laguna I (1998—2001)
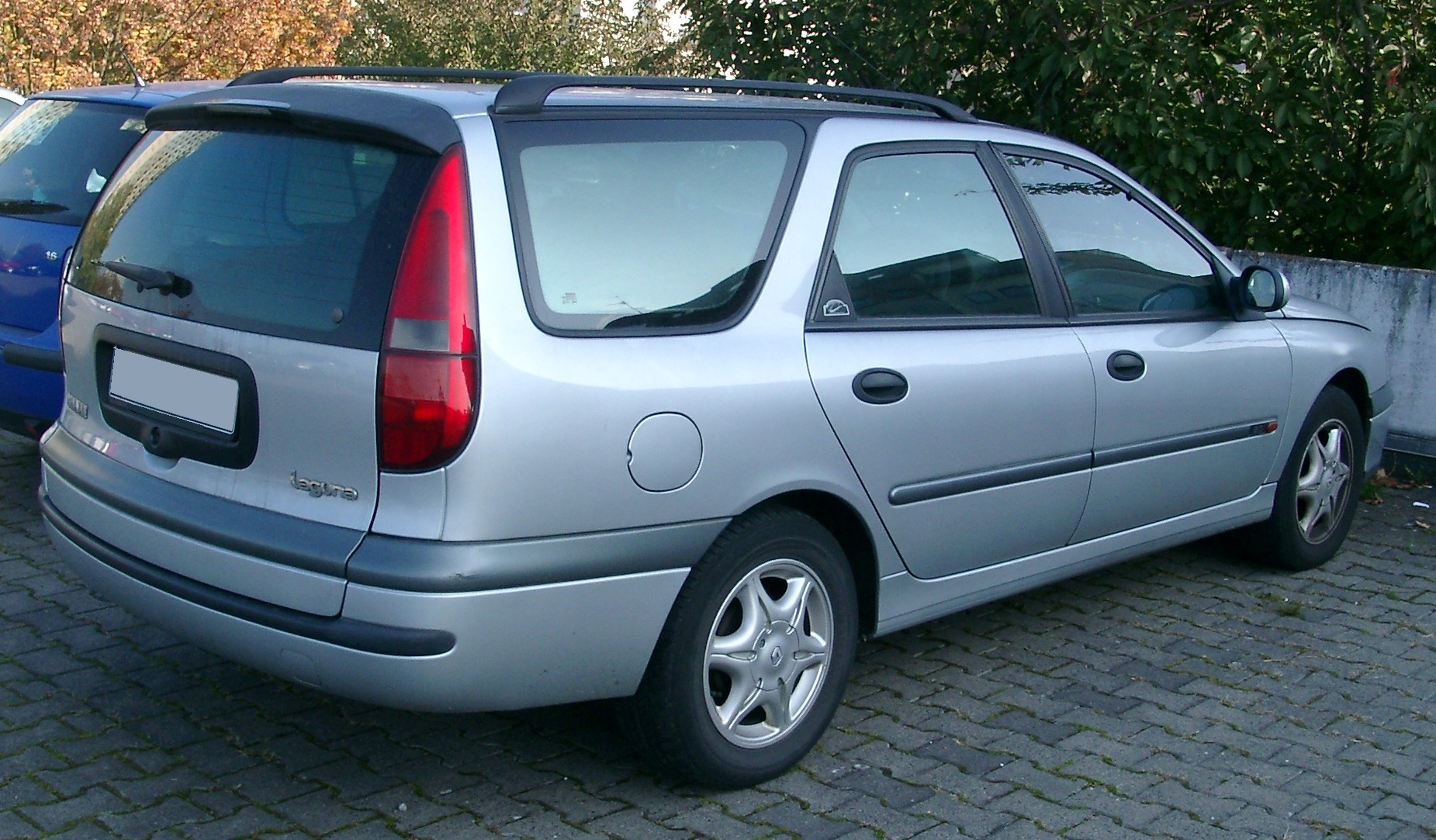
Renault Laguna I Grandtour (1998—2001)
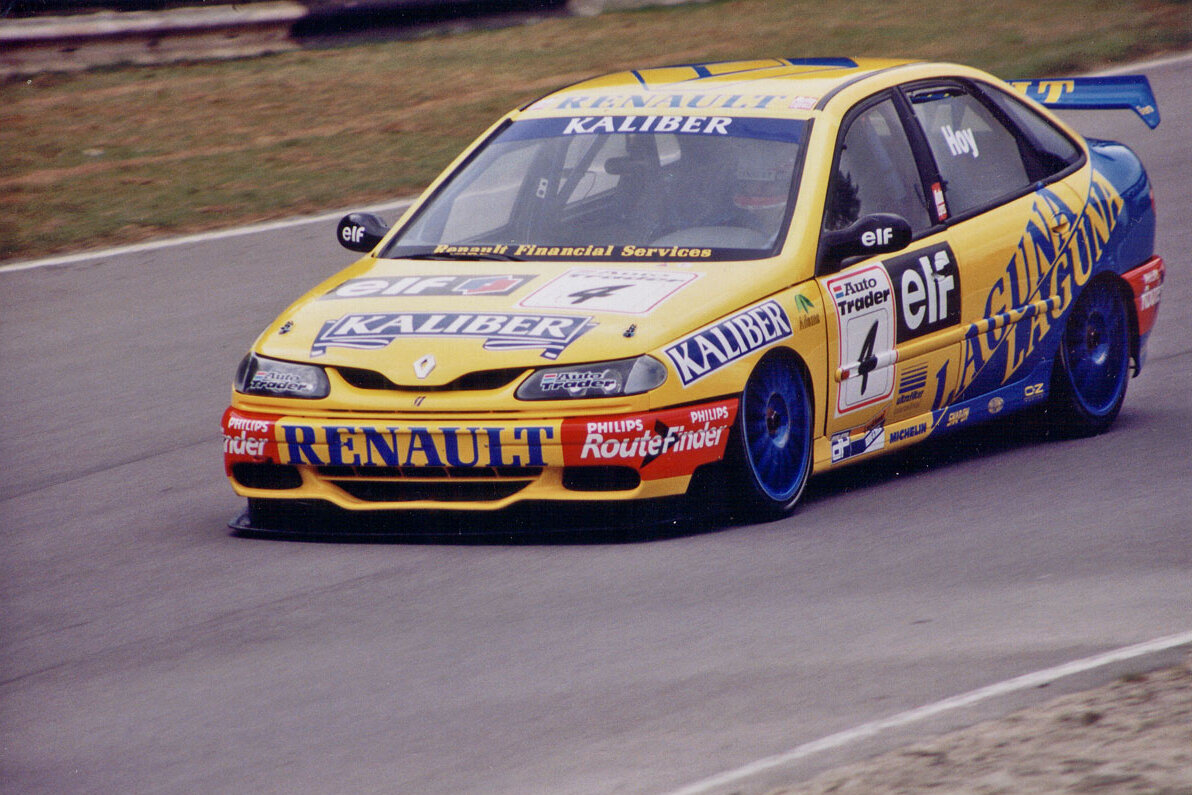
Renault Laguna I в BTCC

### Двигуни

#### 1994—1998
- Бензинові

| Двигун          | Об'єм [см³] | Потужність [к.с.] ([кВт]) при об/хв | Крутний момент [Нм] при об/хв | Циліндри | Клапани | Розгін (с) 0–100 км/год | Макс. швидкість км/год | Витрати палива (л/100 км) середня |
| --------------- | ----------- | ----------------------------------- | ----------------------------- | -------- | ------- | ----------------------- | ---------------------- | --------------------------------- |
| 1.8             | 1794        | 90 (66)/5750                        | 144/2750                      | R4       | OHC/8   | 13,9                    | 180                    | 8,0                               |
| 1.8             | 1794        | 95 (70)/5750                        | 142/2750                      | R4       | OHC/8   | 13,9                    | 180                    | 8,0                               |
| 1.8             | 1794        | 95 (70)/5250                        | 148/3000                      | R4       | OHC/8   | 14,2                    | 180                    | 8,0                               |
| 2.0             | 1998        | 113 (83)/5250                       | 168/3500                      | R4       | OHC/8   | 10,6                    | 200                    | 8,1                               |
| 2.0 Aut.        | 1998        | 113 (83)/5250                       | 168/3500                      | R4       | OHC/8   | 11,6                    | 190                    | 8,6                               |
| 2.0 S           | 1948        | 139 (102)/6000                      | 182/4500                      | R4       | DOHC/16 | 9,8                     | 204                    | 8,7                               |
| 3.0 V6          | 2963        | 167 (123)/5500                      | 235/4500                      | V6       | OHC/12  | 8,6                     | 220                    | 9,9                               |
| 3.0 V6 Aut.     | 2963        | 167 (123)/5500                      | 235/4500                      | V6       | OHC/12  | 9,2                     | 212                    | 10,0                              |
| 3.0 V6 24V      | 2946        | 190 (140)/5750                      | 267/4000                      | V6       | DOHC/24 | 7,7                     | 235                    | 11,0                              |
| 3.0 V6 24V Aut. | 2946        | 190 (140)/5750                      | 267/4000                      | V6       | DOHC/24 | 8,9                     | 230                    | 11,5                              |

- Дизельні

| Двигун | Об'єм [см³] | Потужність [к.с.] ([кВт]) при об/хв | Крутний момент [Нм] при об/хв | Циліндри | Клапани | Розгін (с) 0–100 км/год | Макс. швидкість км/год | Витрати палива (л/100 км) середня |
| ------ | ----------- | ----------------------------------- | ----------------------------- | -------- | ------- | ----------------------- | ---------------------- | --------------------------------- |
| 2.2 d  | 2188        | 83 (61)/4500                        | 142/2250                      | R4       | OHC/12  | 15,3                    | 175                    | 7,1                               |
| 2.2 dT | 2188        | 113 (83)/4300                       | 234/2000                      | R4       | OHC/12  | 11,8                    | 195                    | 7,2                               |

#### 1998—2001
- Бензинові

| Двигун          | Об'єм [см³] | Потужність [к.с.] ([кВт]) при об/хв | Крутний момент [Нм] при об/хв | Циліндри | Клапани | Розгін (с) 0–100 км/год | Макс. швидкість км/год | Витрати палива (л/100 км) середня |
| --------------- | ----------- | ----------------------------------- | ----------------------------- | -------- | ------- | ----------------------- | ---------------------- | --------------------------------- |
| 1.6 16V         | 1598        | 107 (79)/5750                       | 148/3750                      | R4       | DOHC/16 | 11,5                    | 195                    | 7,5                               |
| 1.8 16V         | 1783        | 120 (88)/5750                       | 165/3500                      | R4       | DOHC/16 | 10,7                    | 203                    | 7,9                               |
| 2.0 16V         | 1948        | 139 (102)/6000                      | 182/4500                      | R4       | DOHC/16 | 9,8                     | 204                    | 8,0                               |
| 2.0 16V         | 1998        | 139 (102)/5500                      | 188/3750                      | R4       | DOHC/16 | 9,8                     | 208                    | 7,7                               |
| 2.0 Aut.        | 1998        | 113 (83)/5250                       | 168/3500                      | R4       | OHC/8   | 11,6                    | 190                    | 9,0                               |
| 3.0 V6 24V      | 2946        | 190 (140)/5750                      | 267/4000                      | V6       | DOHC/24 | 7,7                     | 235                    | 11,0                              |
| 3.0 V6 24V Aut. | 2946        | 190 (140)/5750                      | 267/4000                      | V6       | DOHC/24 | 8,9                     | 230                    | 11,5                              |

- Дизельні

| Двигун       | Об'єм [см³] | Потужність [к.с.] ([кВт]) при об/хв | Крутний момент [Нм] при об/хв | Циліндри | Клапани | Розгін (с) 0–100 км/год | Макс. швидкість км/год | Витрати палива (л/100 км) середня |
| ------------ | ----------- | ----------------------------------- | ----------------------------- | -------- | ------- | ----------------------- | ---------------------- | --------------------------------- |
| 1.9 dTi      | 1870        | 98 (72)/4000                        | 200/2000                      | R4       | OHC/8   | 12,5                    | 185                    | 5,5                               |
| 1.9 dTi Aut. | 1870        | 98 (72)/4000                        | 200/2000                      | R4       | OHC/8   | 13,5                    | 185                    | 6,3                               |
| 1.9 dCi      | 1870        | 107 (79)/4000                       | 250/1750                      | R4       | OHC/8   | 11,8                    | 190                    | 5,6                               |
| 2.2 dT       | 2188        | 113 (83)/4300                       | 234/2000                      | R4       | OHC/12  | 11,8                    | 195                    | 7,2                               |

## Друге покоління (G) (2001—2007)

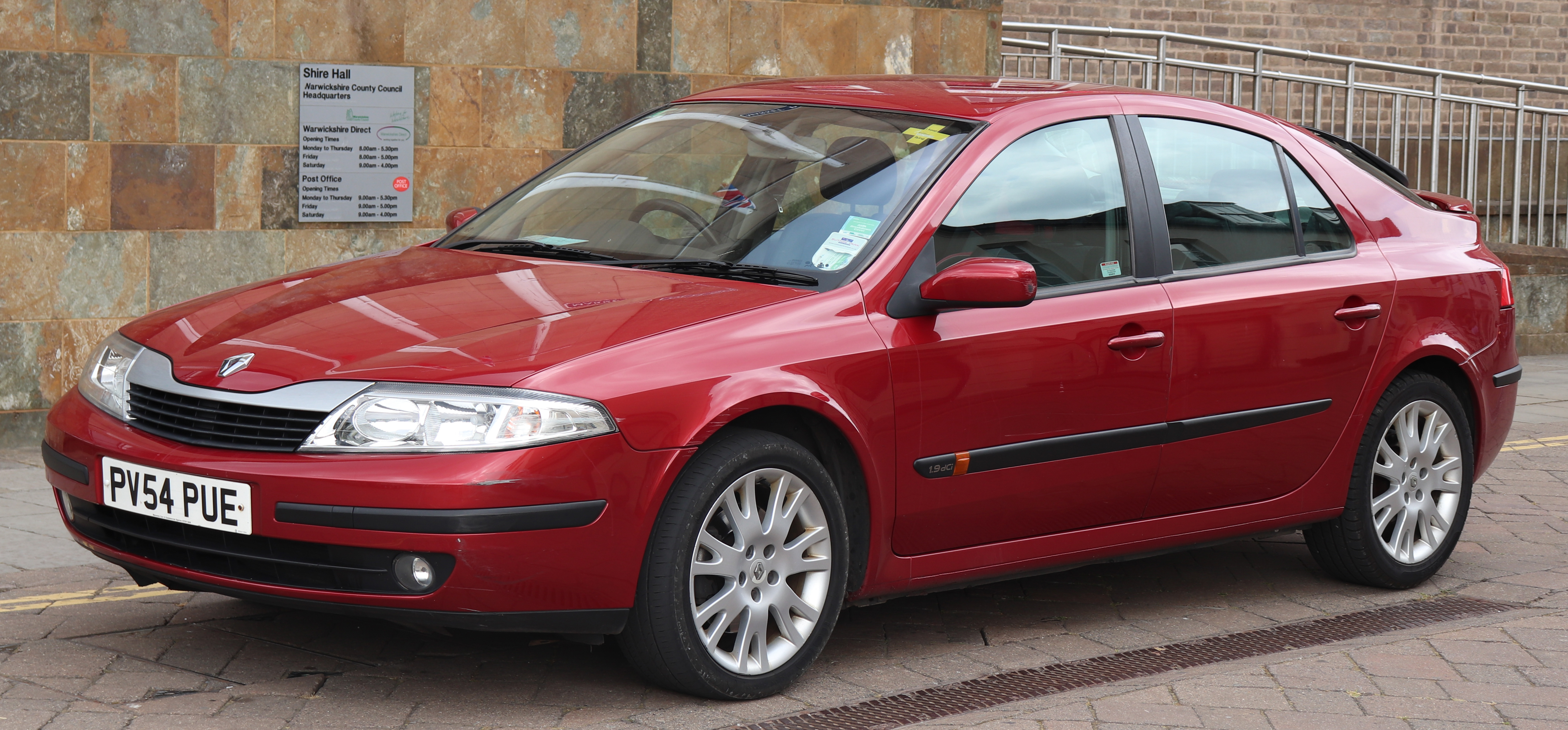
Renault Laguna II (2001—2005)

У 2000 році дебютувало друге покоління Renault Laguna. У порівнянні зі своїм попередником хетчбек і універсал стали довшими на кілька сантиметрів: хетчбек — 4,58 м, а універсал — 4,7 метра.
Крім стилістичного повороту в політиці компанії, при проектуванні Laguna II величезну увагу було приділено технічній і технологічній досконалості моделі.
Laguna II Break консервативна за своїм призначенням отримала ще прогресивніший дизайн доповнений оригінальною і актуальною ергономікою салону. На автомобілі немає ключа запалювання в звичному вигляді. Його роль виконує пластикова картка, яку заковтує щілину на передній консолі. Запуск і зупинка двигуна здійснюються натисненням на кнопку «start / stop».
Кондиціонер має роздільне управління для водія і пасажира, передбачені круїз-контроль (стандарт на версіях з «автоматом»), пристрій, що допомагає при паркуванні, навігаційна система з GPS. На «Laguna» також можуть бути встановлені кріплення для велосипеда і рідкокристалічні монітори для задніх пасажирів, вбудовані в підголовники передніх сидінь і пов'язані з DVD-програвачем.
Активна безпека забезпечується наявними в стандартній комплектації ABS, PBS, системою динамічної стабілізації, підсилювачем екстреного гальмування і навіть пристроєм контролю тиску в шинах.
Програмована система активної безпеки включає в себе нові адаптовані подушки безпеки і ремені з обмежувачем натягу і двома преднатяжителями — один спрацьовує при швидкості менше 65 км / год (щоб зменшити навантаження на людину без необхідності), другий — на більш високою. Ремені системи встановлені як на передніх, так і на задніх сидіннях. Всього в машині будь-якій комплектації є не менше восьми подушок безпеки.
Гамма силових агрегатів задоволена обширна. З бензинових представлені двигуни об'ємом 1,6 л/110 к.с., 1,8 л/120 к.с. і V6 3,0 л/210 к.с. Усі мають по чотири клапани на циліндр. Трохи пізніше з'явився дволітровий двигун з безпосереднім уприскуванням бензину IDE, що відповідає нормам Євро 4, оснащений системою зміни фаз газорозподілу. Гамма дизелів складається з двох 1,9-літрових двигунів, що розвивають 105 і 110 к.с.
Пізніше до них приєднався 1,9-літровий dCi з системою Common-Rail, що розвиває потужність 120 к.с. і крутний момент 270 Нм завдяки турбонаддуву зі змінною геометрією і силовий агрегат dCi 2,2 літра видає 135 к.с.
Надалі з 1,6-, 1,8- і 2,0-літровими бензиновими «четвірками» і 1,9-літровими дизелями стали ставити 4-ступінчасті трансмісії «Proactive» — «автомат», який адаптується до режиму руху та манері управління водія. Він вже використовувався на інших моделях «Renault», але тут доповнено можливістю перемикати передачі вручну. Нова, пятідіапазонная трансмісія, також адаптивна, переносити лише на «Laguna» з V6 і з 135-сильним dCi. А нова 6-ступінчаста «механіка» агрегатується з двома найбільш жвавими дизелями, потужністю 120 і 135 к.с.
Зрозуміло, пропонується і звичайна механічна коробка.
Основна відмінність Laguna II від колишньої — застосування напівзалежної підвіски з торсіонної балкою ззаду замість незалежної. Зате нова підвіска набагато легша і забезпечує, не гірші характеристики.
В іншому Renault Laguna другого покоління зберегла аскетичні риси своєї попередниці.

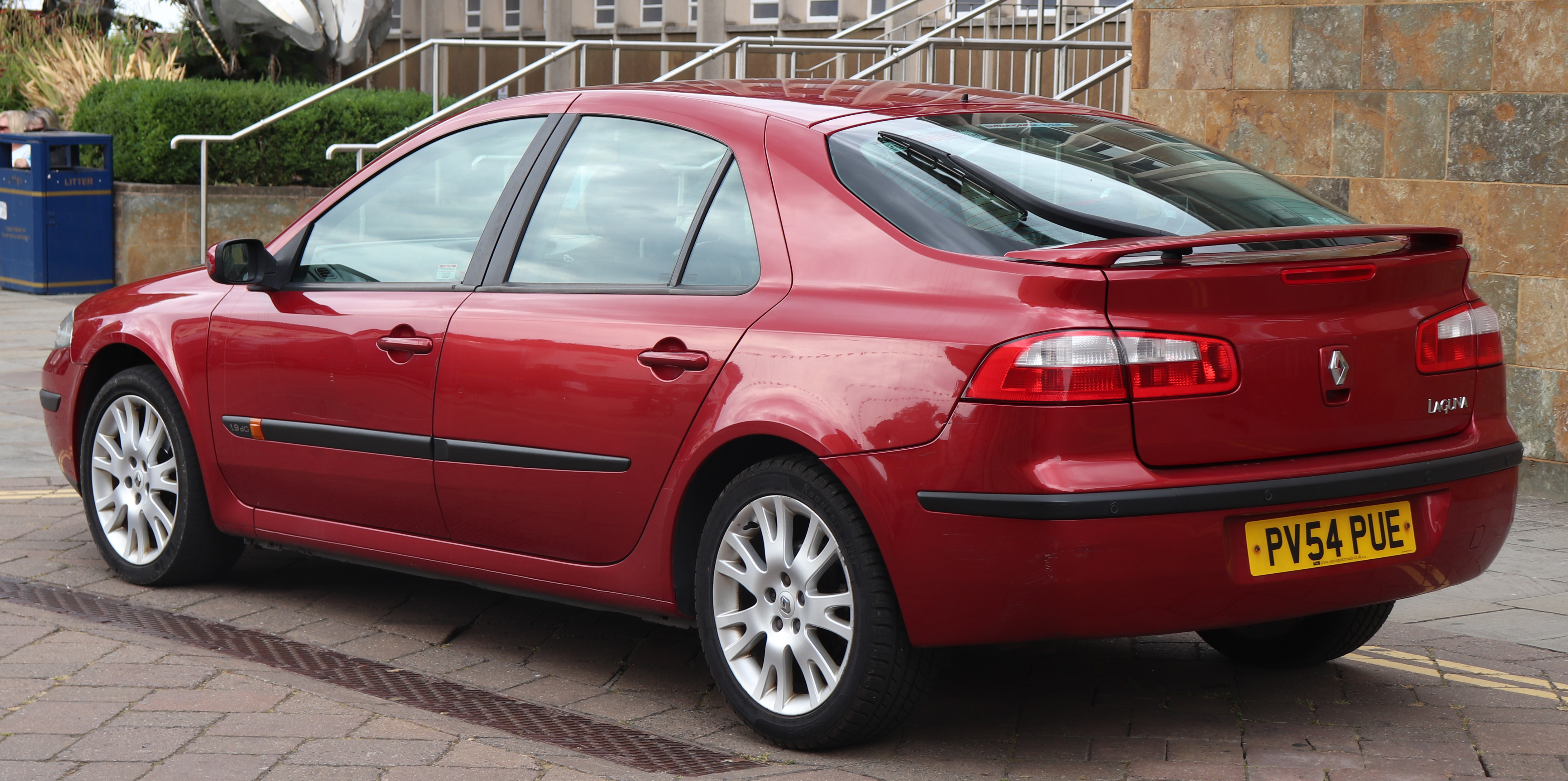
Renault Laguna II (2001—2005)
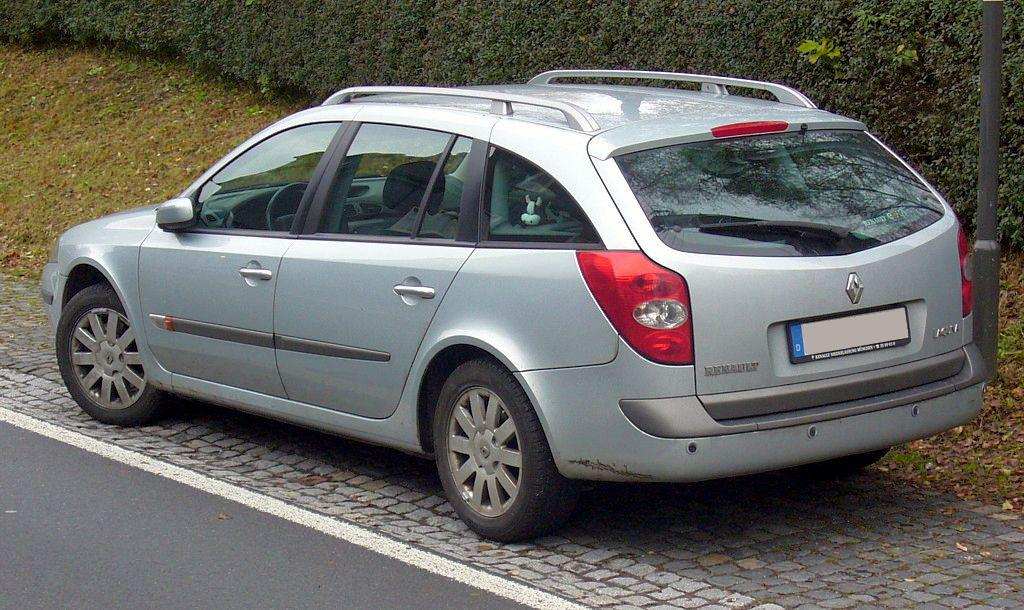
Renault Laguna II Grandtour (2001—2005)
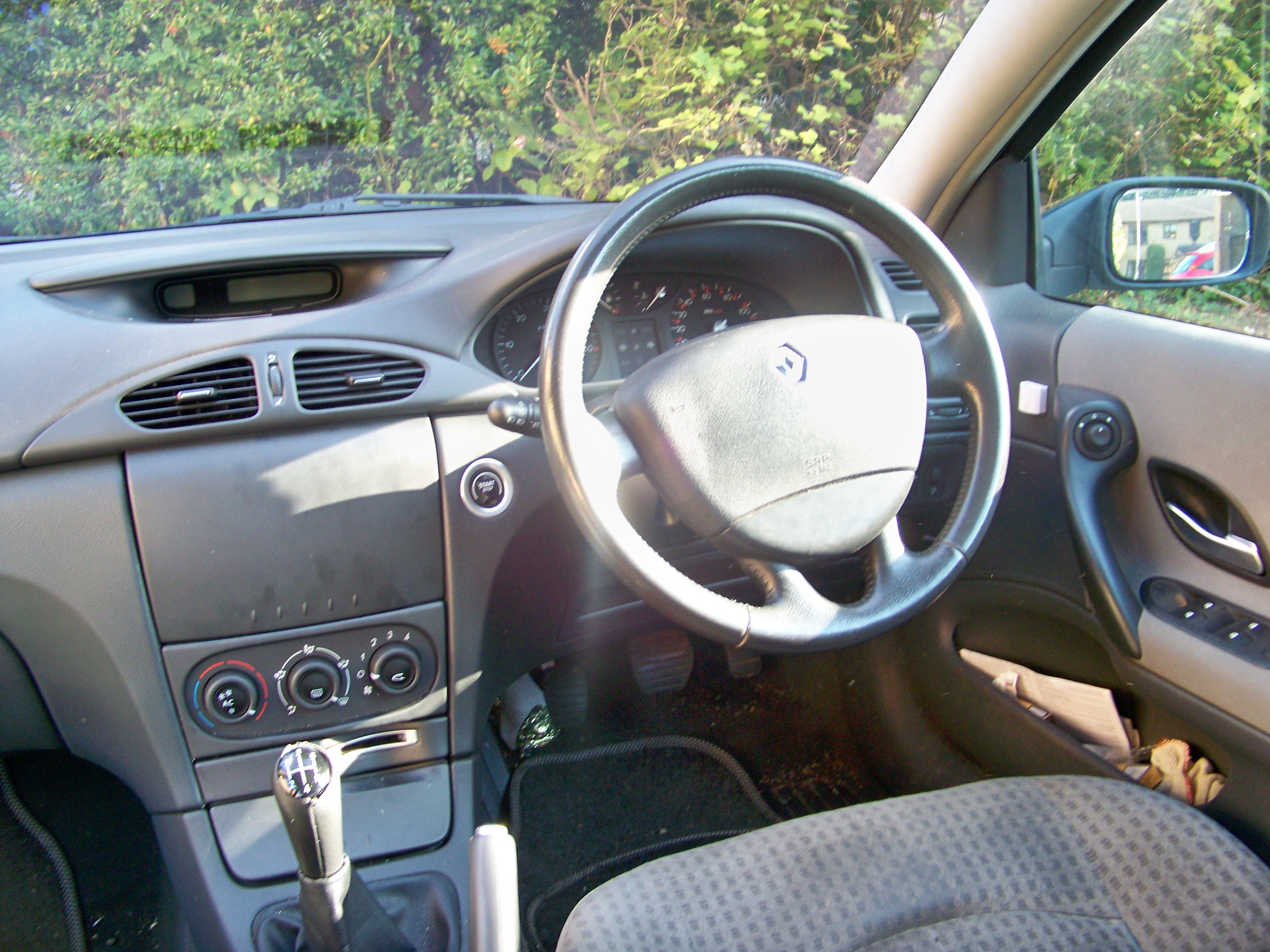
Салон

У 2005 році Laguna зазнає процедуру легкого фейсліфтінгу.
Головна відмінність оновленої моделі це оформлення передньої частини кузова. Тут з'являються нові фари головного світла, нові ґрати радіатора, новий передній бампер і капот. Зміниться також приладову панель, розширять список базового устаткування.
Лінійка двигунів Renault Laguna в цілому залишиться без змін. Лише дволітровий бензиновий турбодвигун стане потужнішим: 200 замість 163 кінських сил, а також з'являться нові 4-х і 6-циліндрові дизельні двигуни.
У лінійку нових дизельних двигунів увійдуть силові агрегати потужністю 105, 120, 140 і 170 кінських сил.
Всього виготовлено 2'180'750 автомобілів другого покоління.

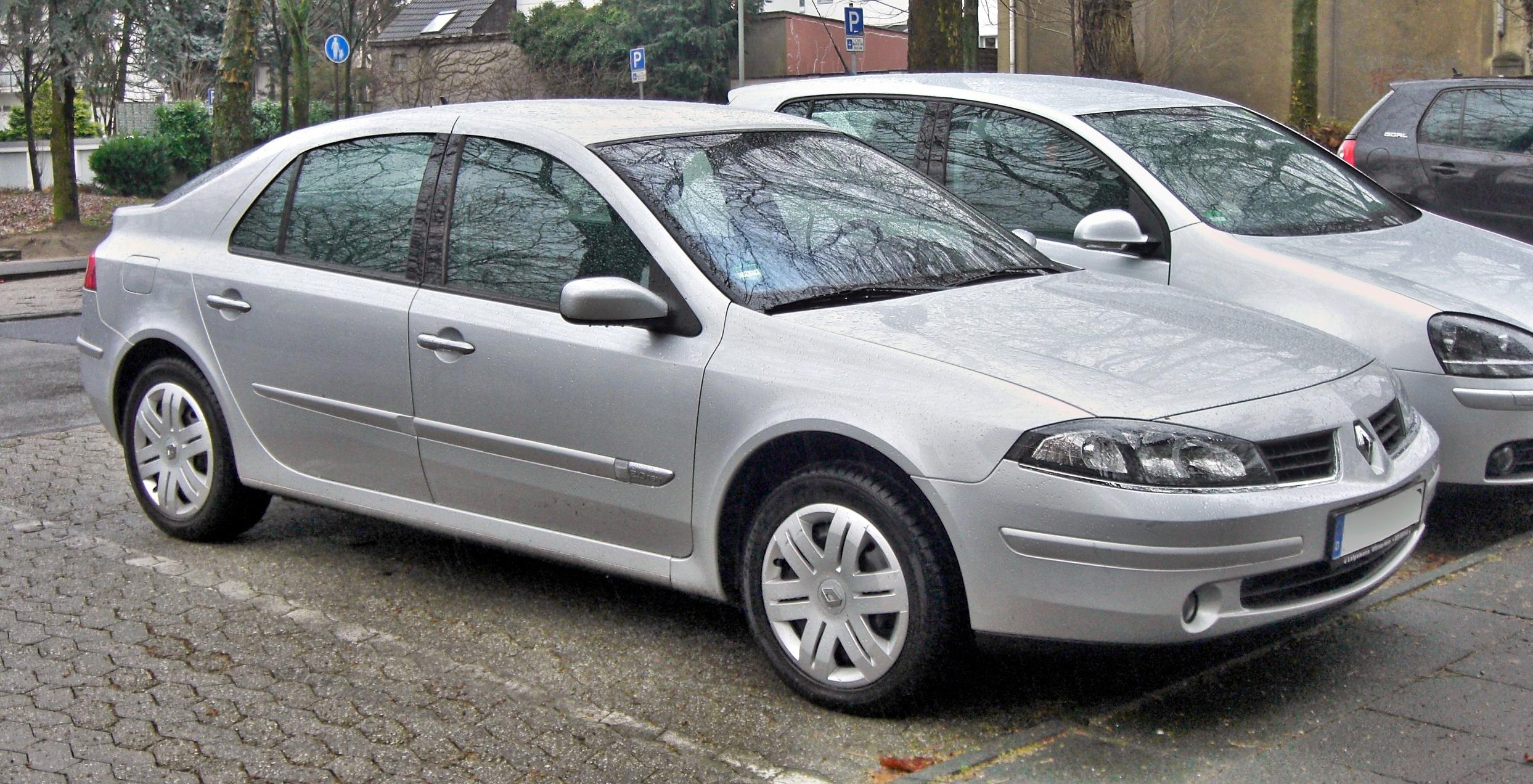
Renault Laguna II (2005—2007)
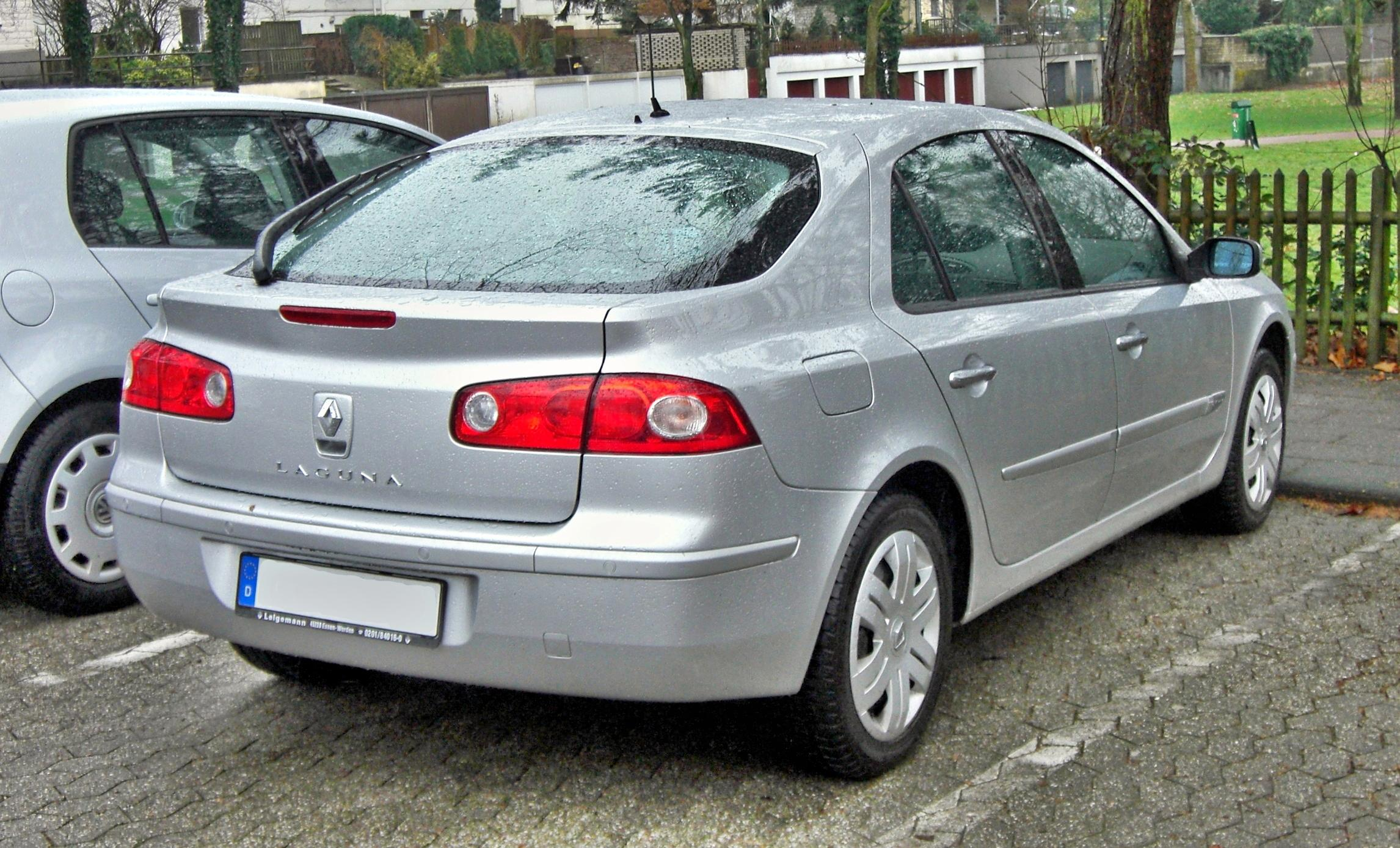
Renault Laguna II (2005—2007)
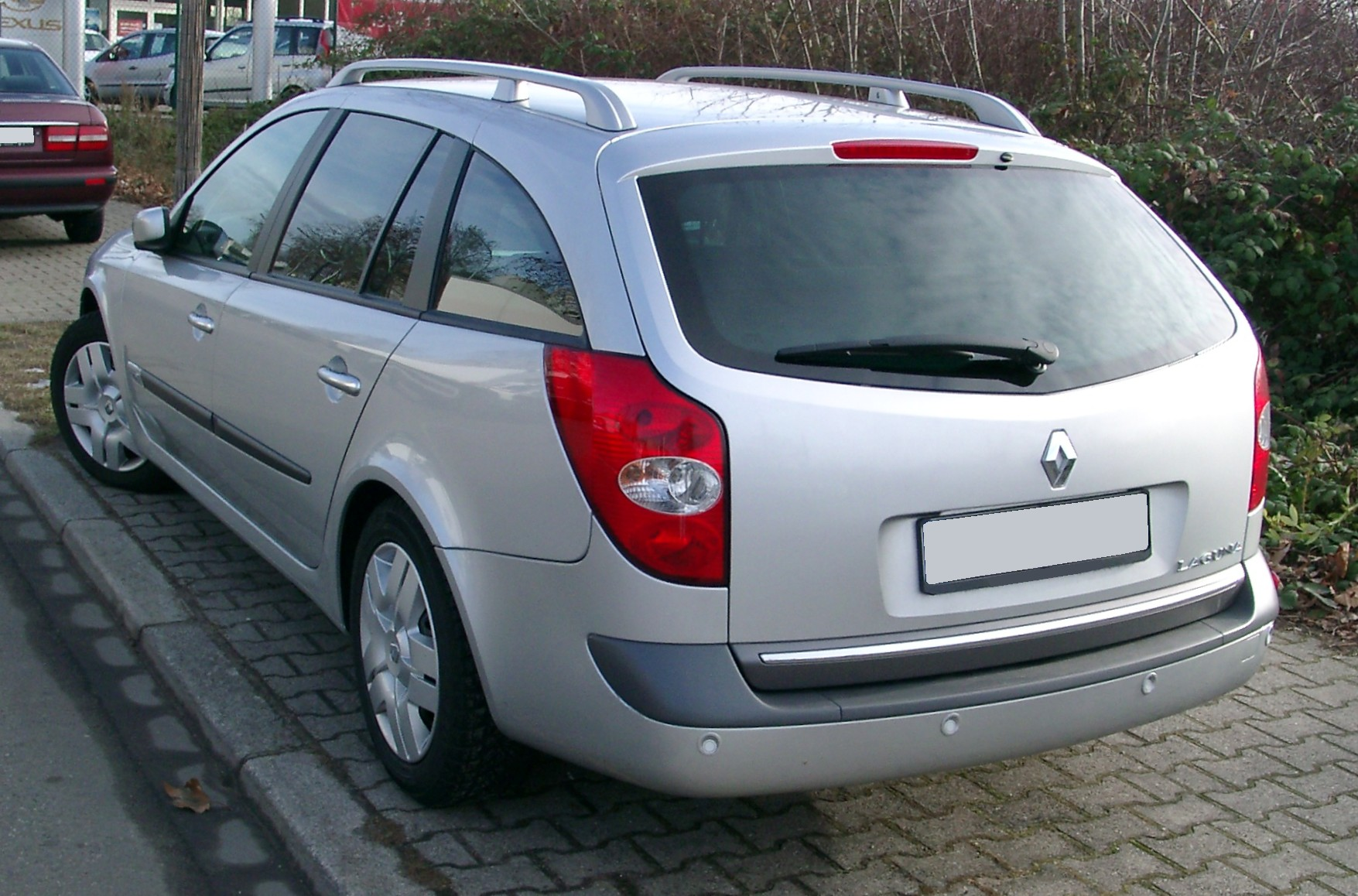
Renault Laguna II Grandtour (2005—2007)

### Двигуни

#### 2001—2005
- Бензинові

| Двигун      | Об'єм [см³] | Потужність [к.с.] ([кВт]) при об/хв | Крутний момент [Нм] при об/хв | Циліндри | Клапани | Розгін (с) 0–100 км/год | Макс. швидкість км/год | Витрати палива (л/100 км) місто/траса/середня |
| ----------- | ----------- | ----------------------------------- | ----------------------------- | -------- | ------- | ----------------------- | ---------------------- | --------------------------------------------- |
| 1.6         | 1598        | 107 (79)/5750                       | 148/3750                      | R4       | DOHC/16 | 11,5                    | 195                    | 9,9/5,7/7,2                                   |
| 1.8         | 1783        | 120 (88)/5750                       | 168/3750                      | R4       | DOHC/16 | 10,7                    | 203                    | 10,0/6,1/7,5                                  |
| 1.8 Aut.    | 1783        | 116 (85)/5750                       | 168/3750                      | R4       | DOHC/16 | 12,9                    | 190                    | 11,7/6,4/8,3                                  |
| 2.0         | 1998        | 135 (99)/5500                       | 191/3750                      | R4       | DOHC/16 | 9,9                     | 205                    | 10,7/6,3/7,9                                  |
| 2.0 T Aut.  | 1998        | 163 (120)/5000                      | 270/3250                      | R4       | DOHC/16 | 8,5                     | 218                    | 12,1/6,3/8,4                                  |
| 2.0 IDE     | 1998        | 140 (103)/5750                      | 203/3750                      | R4       | DOHC/16 | 9,8                     | 210                    | 10,4/6,1/7,7                                  |
| 2.0 T       | 1998        | 163 (120)/5000                      | 270/3250                      | R4       | DOHC/16 | 8,5                     | 218                    | 11,4/6,4/8,2                                  |
| 3.0 V6 Aut. | 2946        | 207 (152)/6000                      | 285/3750                      | V6       | DOHC/24 | 8,1                     | 235                    | 14,9/7,3/10,1                                 |

- Дизельні

| Двигун           | Об'єм [см³] | Потужність [к.с.] ([кВт]) при об/хв | Крутний момент [Нм] при об/хв | Циліндри | Клапани | Розгін (с) 0–100 км/год | Макс. швидкість км/год | Витрати палива (л/100 км) місто/траса/середня |
| ---------------- | ----------- | ----------------------------------- | ----------------------------- | -------- | ------- | ----------------------- | ---------------------- | --------------------------------------------- |
| 1.9 dCi 90       | 1870        | 92 (68)/4000                        | 230/2000                      | R4       | OHC/8   | 14,2                    | 182                    | 7,5/4,5/5,6                                   |
| 1.9 dCi 100      | 1870        | 100 (74)/4000                       | 200/1500                      | R4       | OHC/8   | 13,0                    | 185                    | 7,2/4,4/5,4                                   |
| 1.9 dCi 110      | 1870        | 107 (79)/4000                       | 250/1750                      | R4       | OHC/8   | 12,3                    | 193                    | 7,3/4,6/5,6                                   |
| 1.9 dCi 120      | 1870        | 120 (88)/4000                       | 270/2000                      | R4       | OHC/8   | 10,7                    | 200                    | 7,2/4,6/5,5                                   |
| 2.2 dCi 140 FAP  | 2188        | 139 (102)/4000                      | 320/1750                      | R4       | DOHC/16 | 9,9                     | 210                    | 8,9/5,5/6,8                                   |
| 2.2 dCi 150      | 2188        | 150 (110)/4000                      | 320/2000                      | R4       | DOHC/16 | 9,8                     | 215                    | 8,6/5,3/6,5                                   |
| 2.2 dCi 150 Aut. | 2188        | 150 (110)/4000                      | 320/2000                      | R4       | DOHC/16 | 10,9                    | 208                    | 10,6/5,9/7,6                                  |

Версії 1.9 dCi 68kW i 79 kW були доступні тільки на деяких ринках.

#### 2005—2007
- Бензинові

| Двигун      | Об'єм [см³] | Потужність [к.с.] ([кВт]) при об/хв | Крутний момент [Нм] при об/хв | Циліндри | Клапани | Розгін (с) 0–100 км/год | Макс. швидкість км/год | Витрати палива (л/100 км) місто/траса/середня |
| ----------- | ----------- | ----------------------------------- | ----------------------------- | -------- | ------- | ----------------------- | ---------------------- | --------------------------------------------- |
| 1.6         | 1598        | 112 (82)/6000                       | 151/4250                      | R4       | DOHC/16 | 11,5                    | 197                    | 10,0/5,9/7,4                                  |
| 2.0         | 1998        | 135 (99)/5500                       | 191/3750                      | R4       | DOHC/16 | 9,8                     | 207                    | 11,0/6,1/7,9                                  |
| 2.0 Aut.    | 1998        | 135 (99)/5500                       | 191/3750                      | R4       | DOHC/16 | 12,3                    | 202                    | 12,2/6,6/8,6                                  |
| 2.0 T       | 1998        | 170 (125)/5000                      | 270/3250                      | R4       | DOHC/16 | 8,4                     | 223                    | 11,6/6,5/8,4                                  |
| 2.0 T Aut.  | 1998        | 170 (125)/5000                      | 270/3250                      | R4       | DOHC/16 | 9,0                     | 219                    | 12,7/6,7/8,9                                  |
| 2.0 T GT    | 1998        | 204 (150)/5000                      | 300/3000                      | R4       | DOHC/16 | 7,2                     | 235                    | 11,7/6,6/8,5                                  |
| 3.0 V6 Aut. | 2946        | 210 (154)/6000                      | 280/3750                      | V6       | DOHC/24 | 8,0                     | 235                    | 14,5/7,3/9,9                                  |

- Дизельні

| Двигун               | Об'єм [см³] | Потужність [к.с.] ([кВт]) при об/хв | Крутний момент [Нм] при об/хв | Циліндри | Клапани | Розгін (с) 0–100 км/год | Макс. швидкість км/год | Витрати палива (л/100 км) місто/траса/середня |
| -------------------- | ----------- | ----------------------------------- | ----------------------------- | -------- | ------- | ----------------------- | ---------------------- | --------------------------------------------- |
| 1.9 dCi 110 FAP      | 1870        | 110 (81)/4000                       | 260/2000                      | R4       | OHC/8   | 12,1                    | 194                    | 7,6/4,9/6,0                                   |
| 1.9 dCi 130 FAP      | 1870        | 130 (96)/4000                       | 300/2000                      | R4       | OHC/8   | 10,2                    | 204                    | 7,6/4,9/6,0                                   |
| 1.9 dCi 130 FAP Aut. | 1870        | 130 (96)/4000                       | 300/2000                      | R4       | OHC/8   | 12,2                    | 200                    | 9,5/5,5/6,9                                   |
| 2.2 dCi 140 FAP      | 2188        | 139 (102)/4000                      | 320/1750                      | R4       | DOHC/16 | 9,8                     | 210                    | 8,9/5,5/6,8                                   |
| 2.2 dCi 140 FAP Aut. | 2188        | 139 (102)/4000                      | 320/1750                      | R4       | DOHC/16 | 10,4                    | 205                    | 10,7/6,0/7,7                                  |
| 2.0 dCi 150          | 1995        | 150 (110)/4000                      | 340/2000                      | R4       | DOHC/16 | 8,9                     | 215                    | 7,6/4,8/5,8                                   |
| 2.0 dCi 150 FAP      | 1995        | 150 (110)/4000                      | 340/2000                      | R4       | DOHC/16 | 8,9                     | 215                    | 7,9/5,0/6,0                                   |
| 2.0 dCi 175 FAP      | 1995        | 173 (127)/3750                      | 360/1750                      | R4       | DOHC/16 | 8,4                     | 225                    | 7,9/5,0/6,0                                   |

## Третє покоління (T) (2007—2015)
Третє покоління моделі Renault Laguna являє собою вже цілком новий автомобіль з новим дизайном кузова, побудований на новій платформі. Laguna III побудована на новому шасі Renault/Nissan D, яке розроблено разом з японською компанією Nissan, і стала більшою за свою попередницю. Автомобіль отримав повнокероване шасі 4Control.
Новинка отримала три версії — з кузовом хетчбек, з кузовом універсал і з кузовом купе. Renault Laguna має передню підвіску типу Макферсон. Ззаду встановлена незалежна підвіска з балкою і поздовжніми важелями. Автомобіль укомплектований дисковими гальмами (передні вентильовані) і автоматичним стоянковим гальмом в дорогих комплектаціях. Laguna пройшов необхідну адаптацію для російських умов. Вона включає: збільшений кліренс і посилену підвіску, адаптацію двигуна до запуску в холодному кліматі, збільшений бачок склоомивача і антигравійне покриття днища, сталевий захист двигуна і захист провідних шляхів. Габаритні розміри хетчбека Renault Laguna III становлять: довжина — 4695 мм, ширина — 1811 мм, висота — 1445 мм. Колісна база — 2756 мм, мінімальний радіус розвороту — 5,5 м. Заявлена висота дорожнього просвіту — 130 мм. Стандартний розмір шин — 215/60 R16 або 215/55 R17 в залежності від модифікації. Багажне відділення хетчбека має обсяг 450 л, його можна збільшити, якщо скласти спинки заднього сидіння (60:40), при цьому отриманий обсяг складе 1377 л.
Комплектується оновленою лінійкою двигунів потужністю від 100 до 165 кінських сил, новим турбодизелем 3,0 V6 dCi 235 к.с., а також 3,5-літровим бензиновим двигуном V6 238 к.с. від Nissan 350Z, що встановлювався тільки на версію купе.
В Laguna III з'явилися нові засоби підвищення безпеки. Для оптимального захисту при бічному ударі автомобіль обладнаний подвійними бічними подушками безпеки нового покоління для захисту грудної клітки і тазової області з диференційованою системою визначення тиску і подвійними датчиками ударів в дверях. Завдяки цьому час спрацьовування подушки безпеки скорочується вдвічі. При лобовому ударі водія і пасажира також захистять адаптивні подушки безпеки. Щоб підвищити ефективність поглинання удару, режим спрацьовування цих подушок визначається автоматично в залежності від комплекції людини. Дорожчі версії автомобіля запропонують круїз-контроль, функцію динамічного освітлення поворотів, задній парктронік.

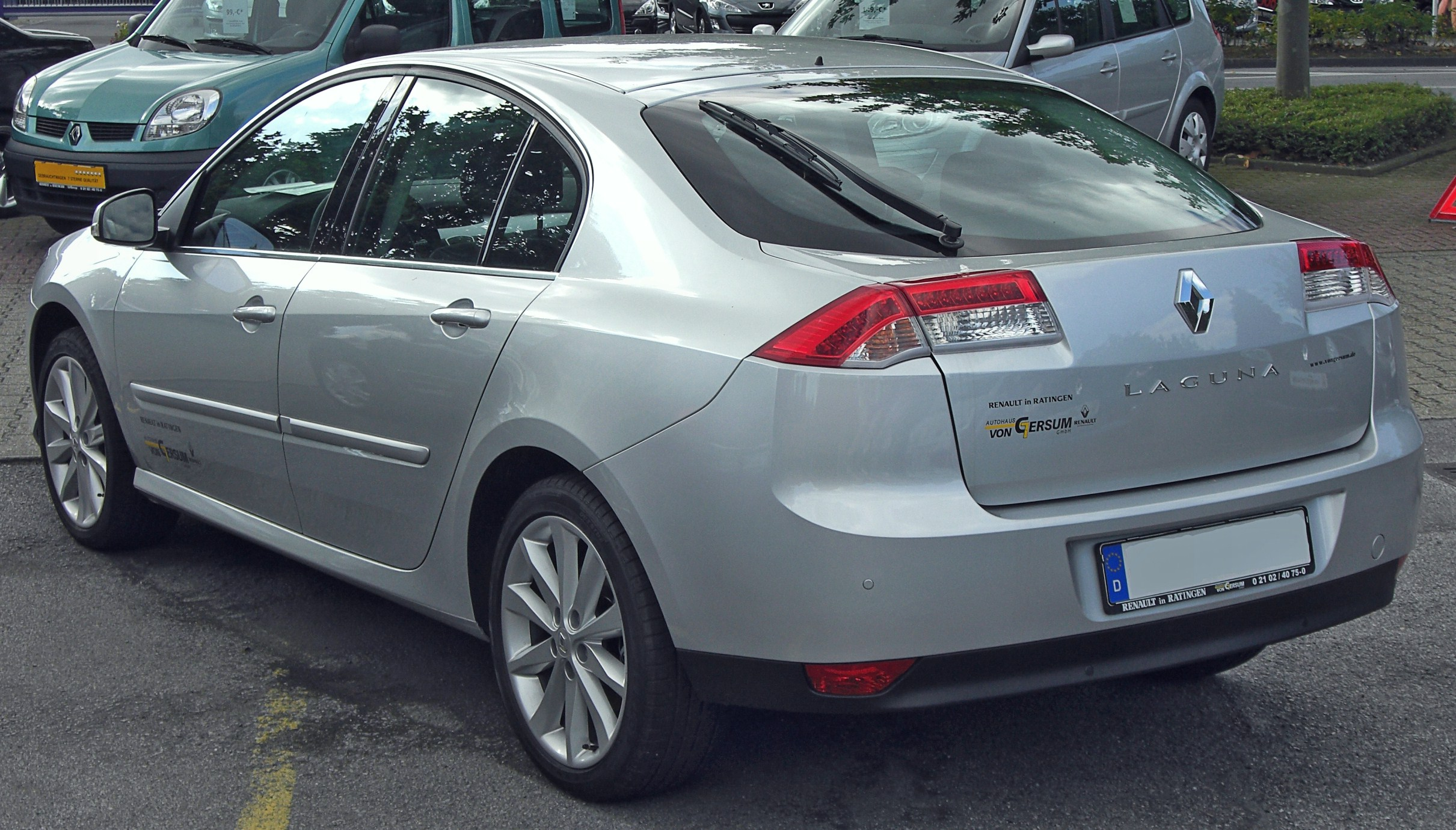
Renault Laguna III (2007—2011)
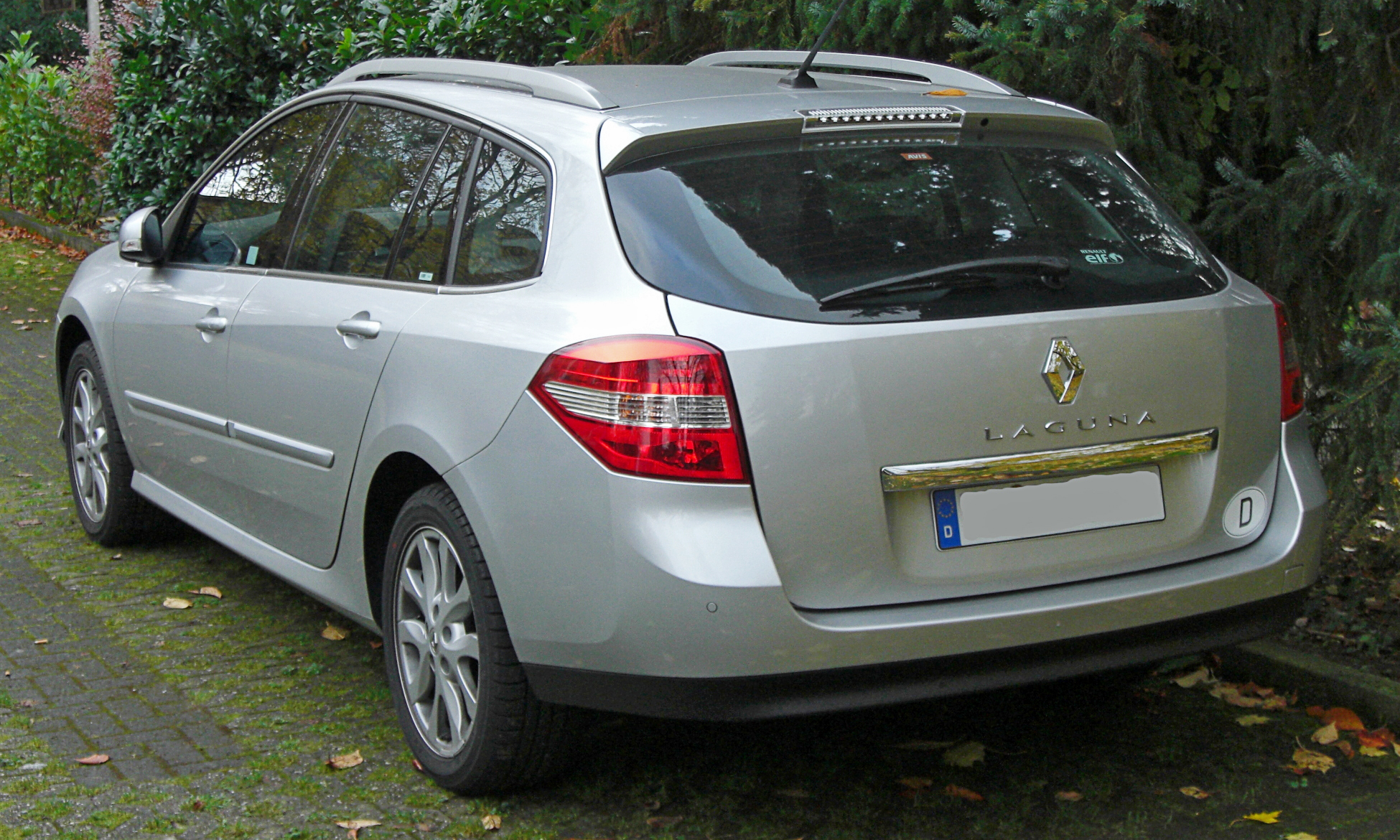
Renault Laguna III Grandtour (2007—2011)
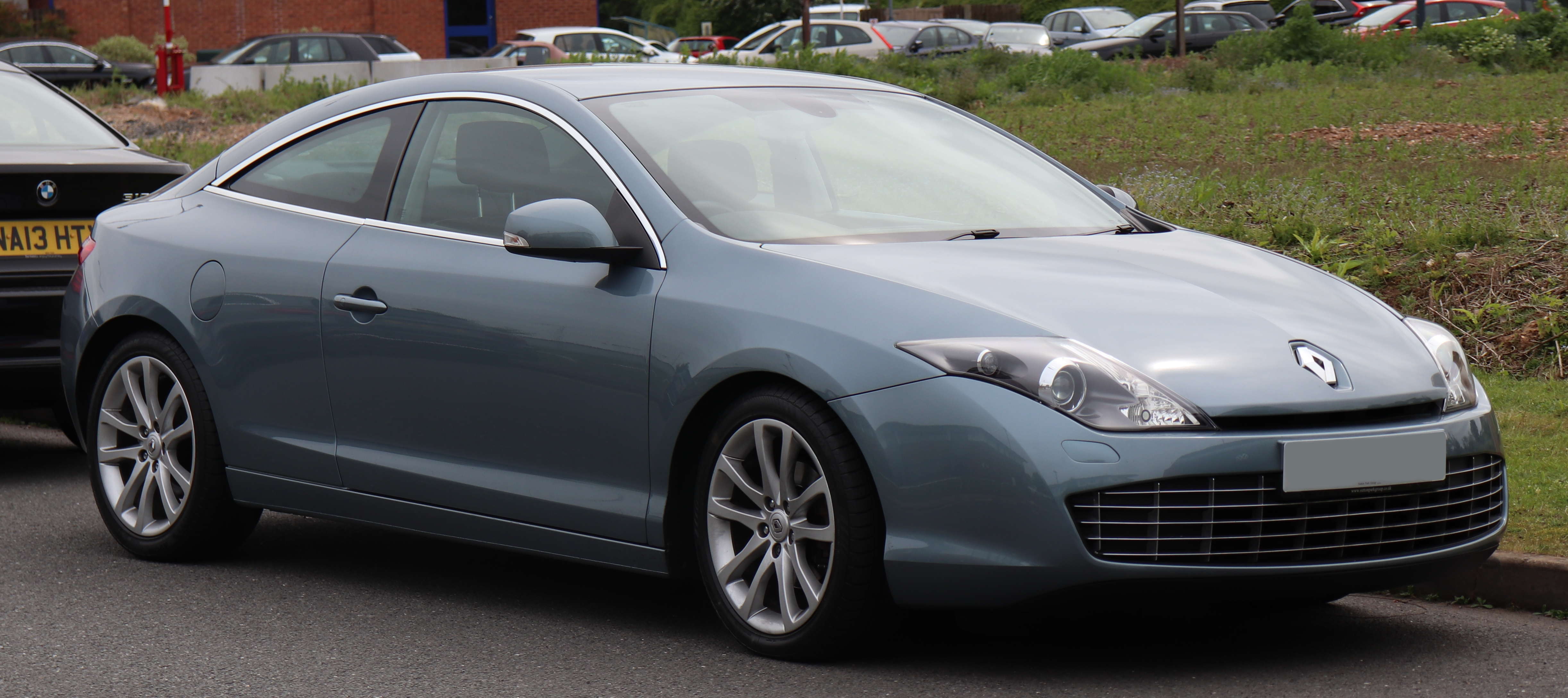
Renault Laguna III Coupé (2008—2012)
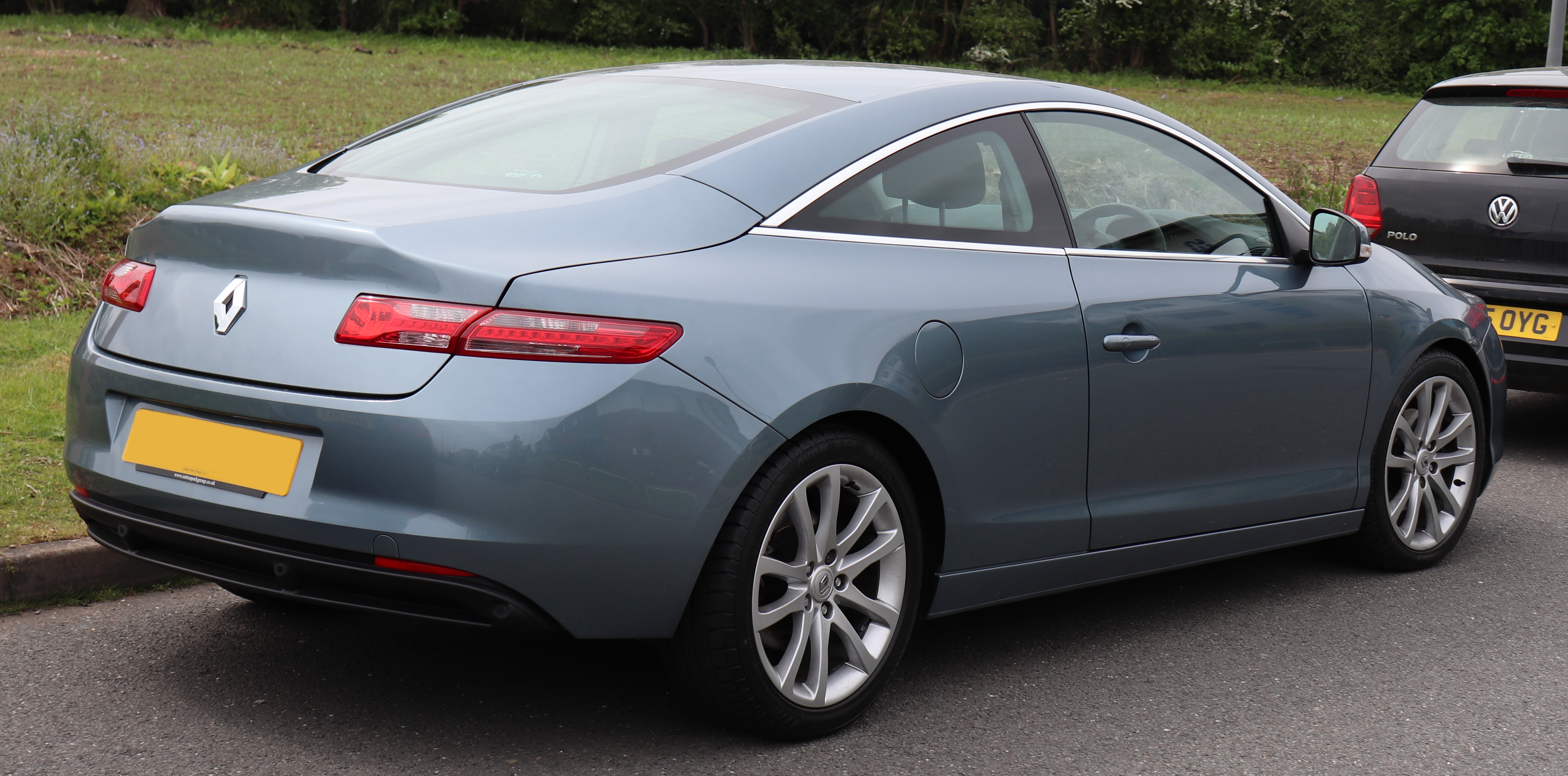
Renault Laguna III Coupé (2008—2012)

У січні 2011 року седан і універсал Grand Tour були модернізовані. Була змінена передня частина автомобіля і затемнені задні ліхтарі.
Модифікована Laguna Coupe з'явилися на ринку в кінці лютого 2012 року.
Останнє покоління випускається у шести версіях: Expression, Black Edition, Eco Business, Bose, GT 4Control і Initiale. Кожна із запропонованих версій володіє хорошими характеристиками ходу та комфорту. База сучасних моделей налічує підсилювач керма, вікна з електроприводом, подушку безпеки для водія, центральний замок. Більшість моделей, також, мають: CD-програвач, подвійні подушки безпеки та кондиціонування повітря. 
Всього виготовлено 351'384 автомобілів третього покоління.

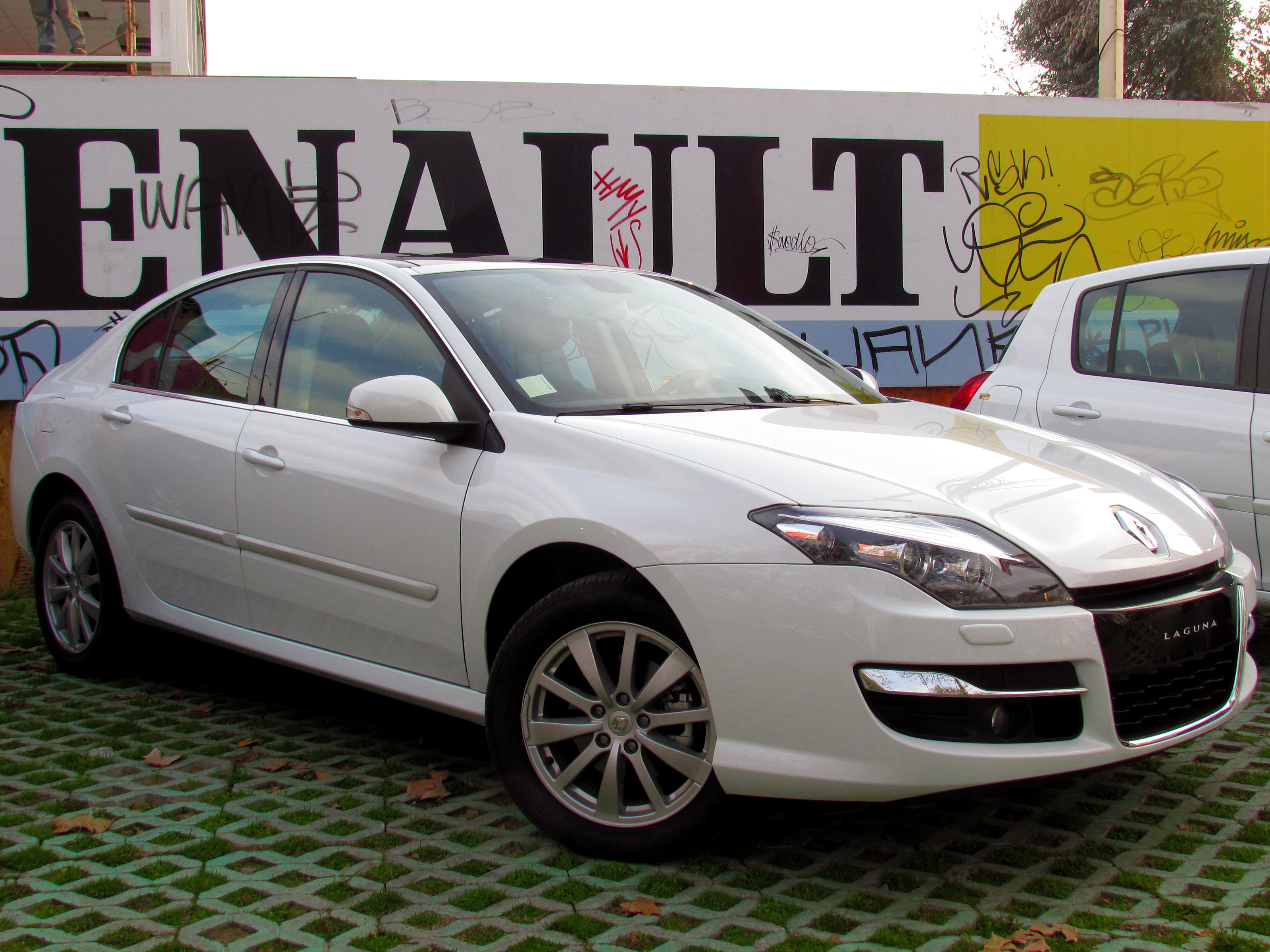
Renault Laguna III (2011—2015)
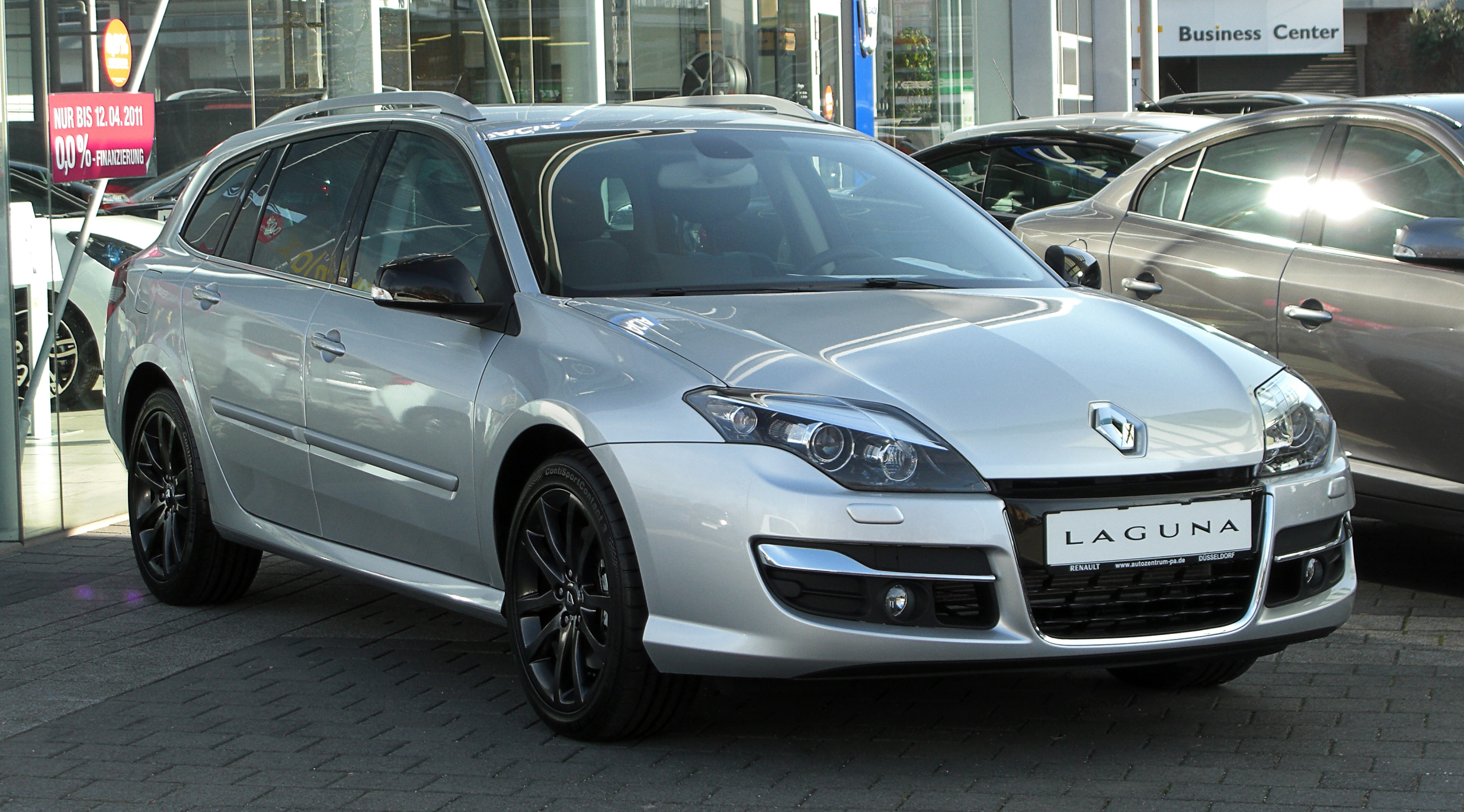
Renault Laguna III Grandtour (2011—2015)
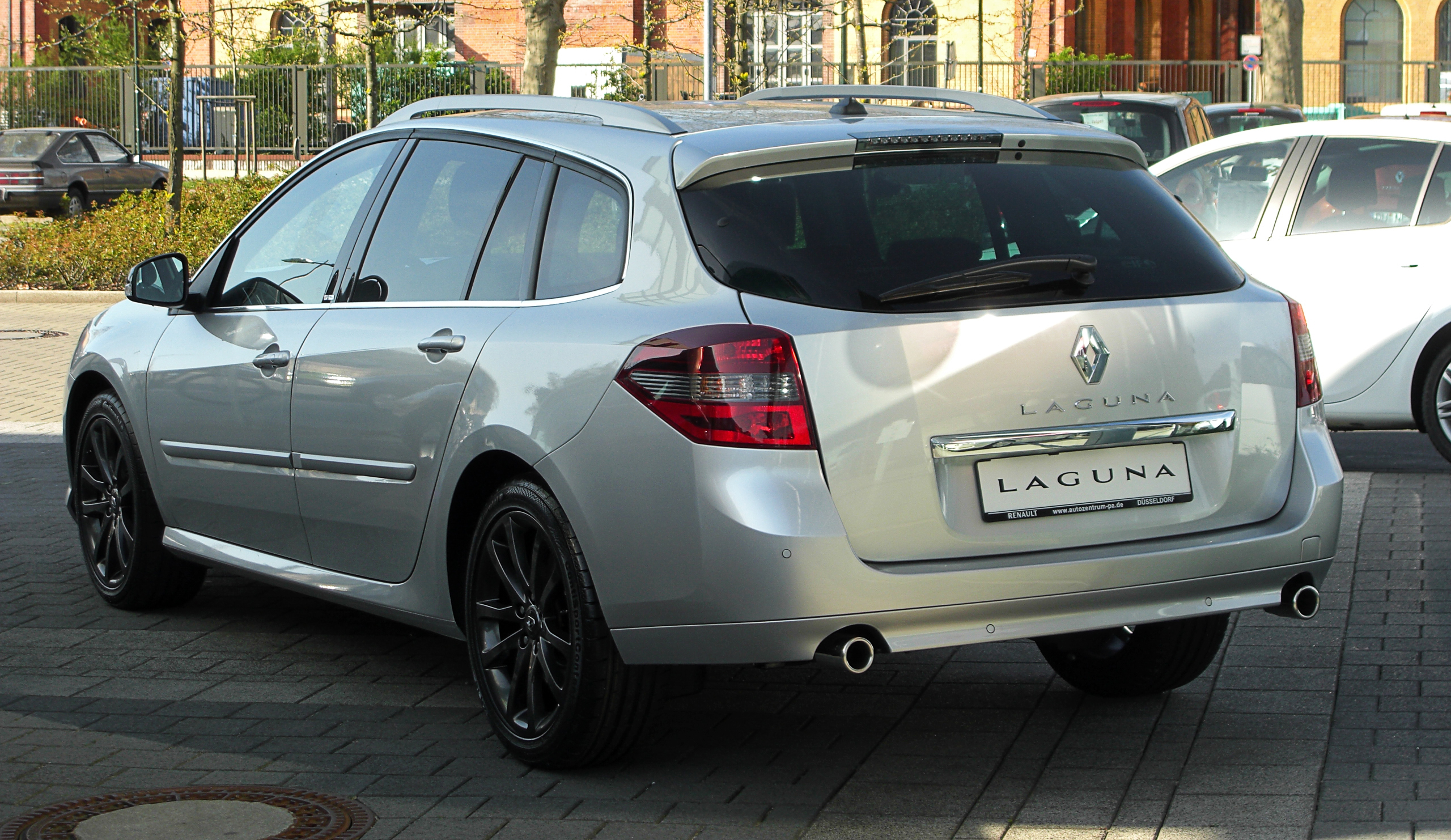
Renault Laguna III Grandtour (2011—2015)
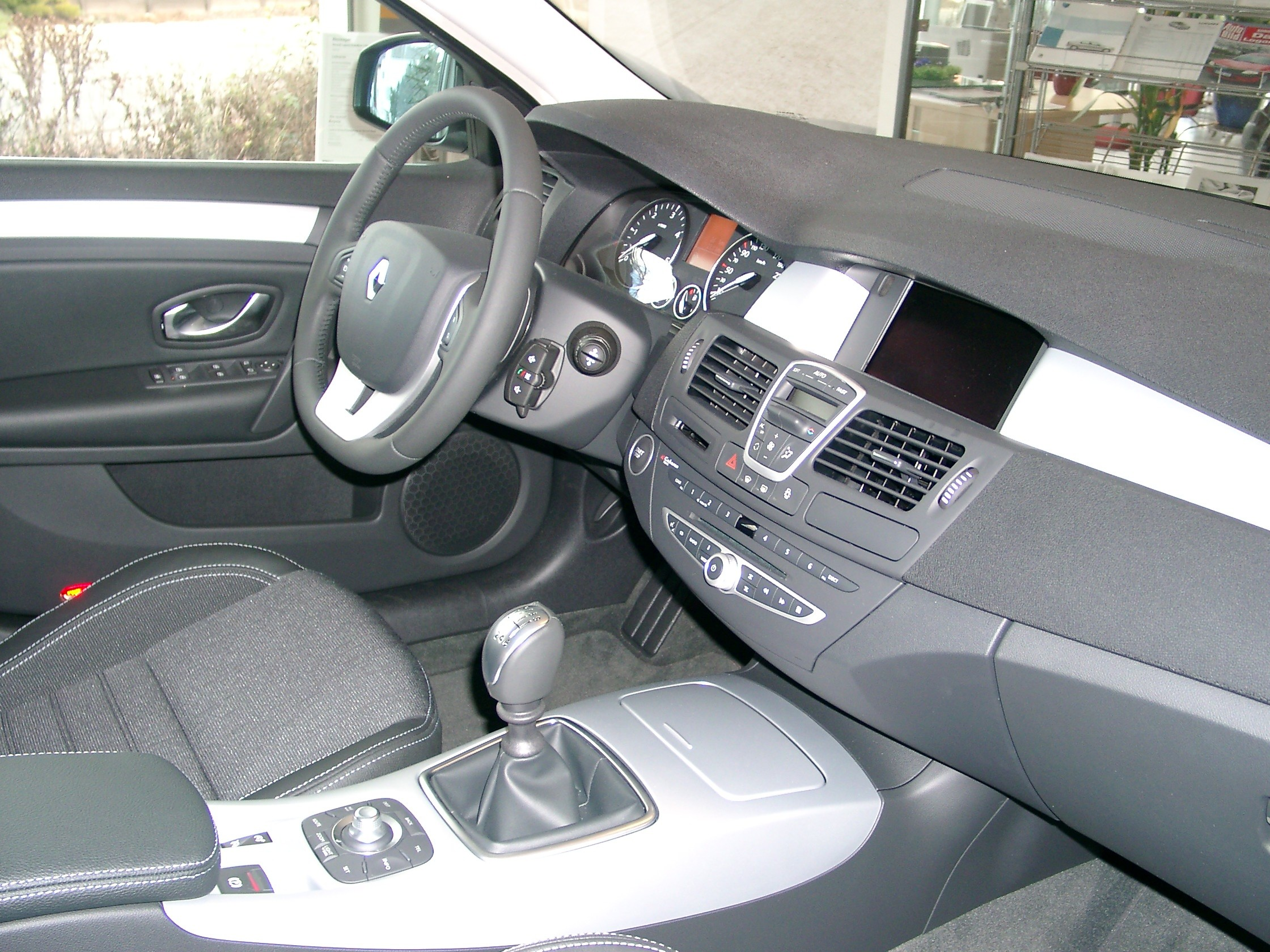
панель управління

### Двигуни
- Бензинові

| Двигун                | Об'єм [см³] | Потужність [к.с.] ([кВт]) при об/хв | Крутний момент [Нм] при об/хв | Циліндри | Клапани | Розгін (с) 0–100 км/год | Макс. швидкість км/год | Витрати палива (л/100 км) місто/траса/середня |
| --------------------- | ----------- | ----------------------------------- | ----------------------------- | -------- | ------- | ----------------------- | ---------------------- | --------------------------------------------- |
| 1.6 16v 110           | 1598        | 110 (81)/6000                       | 151/4250                      | R4       | DOHC/16 | 11,7                    | 192                    | 10,4/6,3/7,6                                  |
| 2.0 16v 140           | 1997        | 140 (103)/6000                      | 195/3750                      | R4       | DOHC/16 | 9,1                     | 210                    | 10,7/6,3/7,9                                  |
| 2.0 Turbo 170 Aut.    | 1998        | 170 (125)/5000                      | 270/3250                      | R4       | DOHC/16 | 9,2                     | 220                    | 13,0/6,6/8,9                                  |
| 2.0 Turbo GT          | 1998        | 204 (150)/5000                      | 300/3000                      | R4       | DOHC/16 | 7,8                     | 236                    | 11,5/6,5/8,2                                  |
| 3.5 V6 240 Coupe Aut. | 3498        | 238(175)/6000                       | 330/4400                      | V6       | DOHC/24 | 7,4                     | 244                    | 15,4/7,7/9,9                                  |

- Дизельні

| Двигун           | Об'єм [см³] | Потужність [к.с.] ([кВт]) при об/хв | Крутний момент [Нм] при об/хв | Циліндри | Клапани | Розгін (с) 0–100 км/год | Макс. швидкість км/год | Витрати палива (л/100 км) місто/траса/середня |
| ---------------- | ----------- | ----------------------------------- | ----------------------------- | -------- | ------- | ----------------------- | ---------------------- | --------------------------------------------- |
| 1.5 dCi 110      | 1461        | 110 (81)/4000                       | 240/2000                      | R4       | OHC/8   | 12,1                    | 192                    | 6,1/4,5/4,9                                   |
| 2.0 dCi 130      | 1995        | 130 (96)/4000                       | 320/2000                      | R4       | DOHC/16 | 10,6                    | 204                    | 7,8/5,1/6,0                                   |
| 2.0 dCi 150      | 1995        | 150 (110)/4000                      | 340/2000                      | R4       | DOHC/16 | 9,5                     | 210                    | 7,8/5,1/6,0                                   |
| 2.0 dCi 150 Aut. | 1995        | 150 (110)/4000                      | 340/2000                      | R4       | DOHC/16 | 9,8                     | 210                    | 9,6/5,6/7,0                                   |
| 2.0 dCi 175      | 1995        | 173 (127)/3750                      | 380/2000                      | R4       | DOHC/16 | 8,7                     | 220                    | 8,6/5,4/6,5                                   |
| 2.0 dCi GT       | 1995        | 178 (131)/3750                      | 400/2000                      | R4       | DOHC/16 | 8,5                     | 223                    | 8,6/5,5/6,5                                   |
| 3.0 dCI 235 Aut. | 2993        | 235 (173)/3750                      | 450/1500                      | V6       | DOHC/24 | 7,3                     | 242                    | 10,1/5,7/7,2                                  |